# 福建路駅
福建路駅（ふっけんろえき）は、南京市鼓楼区福建路と中山北路の交差点にある、南京地下鉄の駅である。5号線と7号線が乗り入れ、両路線の接続駅となっている。

## 駅名
事業着手当初は南京地下鉄集団は「福建路駅」の仮称を用いており、2019年11月28日に「福建路駅」を駅名として第一次公示され、2020年1月18日に第一次公示のより駅名が「福建路駅」に決定したことが発表された。

## 歴史
- 2024年12月28日7号線の駅として開業。

### のりば
| 番線 | 路線            | 方面                          | 行先          |
| ---- | --------------- | ----------------------------- | ------------- |
|      | 南京地下鉄5号線 | 下関・静海寺 方面             | 方家営 行き   |
|      | 南京地下鉄5号線 | 七橋甕・神機営 方面           | 吉印大道 行き |
|      | 南京地下鉄7号線 | 莫愁湖・大士茶亭 方面         | 西善橋 行き   |
|      | 南京地下鉄7号線 | 草場門・幕府山・幕府西路 方面 | 仙新路 行き   |

## 隣の駅
南京地下鉄
■5号線
塩倉橋駅 - 福建路駅 - 虹橋駅
■7号線
鍾阜路駅 - 福建路駅 - 古平崗駅